# Жеффрар, Николя (генерал)
Николя (Николас) Жеффрар (фр. Nicolas Geffrard; 10 ноября 1761, Кэмп-Перрен близ Ле-Ке , Санто-Доминго (ныне Республика Гаити) — 31 мая 1806, Ле-Ке) — гаитянский военачальник, генерал, участник Революции на Гаити (1791), один из лидеров освободительного движения на Санто-Доминго и основателей независимого государства. Был среди подписавших Гаитянскую декларацию независимости.
Отец Фабра Жеффрара, восьмого президента республики Гаити.

## Биография
После обретения независимости Сан-Доминго от Франции, возглавил южный полуостров, где руководил строительством форта де Платон (ныне город Торбек).
В мае 1803 года участвовал в съезде командующих армиями, сражавшимися против французов в Аркае.
Первый правитель Жан-Жак Дессалин отправил генерала Николя Жеффрара подавить последние очаги восстания сторонников Ламура Деранса в Жакмеле. Ламур Деранс был схвачен и арестован, а его партия уничтожена.
В 1804 году во время резни на Гаити по отношению к белым, оставшимся на острове после обретения независимости Сан-Доминго от Франции, Николя Жеффрар в отличие от многих генералов, занял либеральную позицию, предпочтя их депортацию, а не убийство. Генерал Николя Жеффрар был одним из гаитянских лидеров, которые скептически относились к созданию гаитянской империи и конституции.
В 1805 году, не прибегая к радикальным мерам, участвовал в подавлении восстания под предводительством Жермена Пико.
В 1806 году вместе с генералами Анри Кристофом и Александром Петионом был одним из инициаторов заговора, приведшего к свержению императора Жака I.
Его племянник — композитор Николя Жеффрар, автор музыки гимна Республики Гаити.

## Память

Фрагмент банкноты с изображением генерала Николя Жеффрара

- В 2004 году Банк Гаити выпустил банкноту номиналом 25 гурдов с изображением генерала Николя Жеффрара (аверс) и построенного им форта Платон (реверс).